# Cerkiew Świętego Ducha w Rohatynie
Cerkiew Świętego Ducha (ukr. Церква Святого Духа) – drewniana cerkiew w Rohatynie.
W 2013 roku została wpisana na Listę Światowego Dziedzictwa UNESCO wraz z innymi drewnianymi cerkwiami w Polsce i na Ukrainie.